# Veľký Meder
Veľký Meder (húngaro: Nagymegyer)  é uma cidade da Eslováquia localizada no distrito de Dunajská Streda, região de Trnava.

## Demografia
| Ano:        | 1994 | 2004   | 2014   | 2024   |
| ----------- | ---- | ------ | ------ | ------ |
| Broj ljudi: | 9311 | 8933   | 8763   | 8204   |
| Razlika:    |      | -4,05% | -1,90% | -6,37% |

| Ano:               | 2023 | 2024   |
| ------------------ | ---- | ------ |
| Número de pessoas: | 8254 | 8204   |
| Diferença:         |      | -0,60% |

## Grupos étnicos
Tem uma maioria formado por Húngaros (84.6%) ,depois os Eslovacos (13.5%) e outros (0.7%)